# Ein Z & zwei Nullen
Ein Z & zwei Nullen (Originaltitel A Zed & Two Noughts) ist ein britisch-niederländischer Spielfilm von Peter Greenaway aus dem Jahr 1985.

## Handlung
Die Brüder Oswald und Oliver Deuce sind Zoologen und untersuchen das Verhalten von Tieren. Eines Tages sterben ihre beiden Frauen bei einem Autounfall, der durch einen Schwan verursacht wurde. Die Fahrerin des Autos, eine Freundin der Frauen namens Alba Benwick, überlebt mit einem amputierten Bein. Oswald und Oliver machen ihr zunächst Vorwürfe, schließen dann aber nähere Freundschaft und beginnen schließlich jeder eine Liebesbeziehung mit ihr. Die Trauer löst bei den Brüdern eine Obsession für Verwesung aus. Mithilfe von Dokumentationen über die Entstehung der Welt versuchen sie das Leben auf der Welt zu verstehen. Schließlich drehen sie Zeitraffer-Aufnahmen, in denen sie den Verfall verschiedener Dinge darstellen wollen: Zunächst nur von einem Apfel, dann von immer größeren Tieren aus dem Zoo.
Umgeben sind die beiden Brüder und Alba von nicht weniger exzentrischen, oft zwielichtigen Gestalten. Die toten Tiere beschaffen sie sich auf illegale Weise von den Zoowärtern, neben Joshua Plate und Stephen Pipe ist dafür vor allem der finstere Van Hoyten verantwortlich. Venus de Milo, eine Näherin, Prostituierte und Möchtegern-Schriftstellerin, versucht sich glücklos als Liebhaberin der Brüder, hat aber auch schon mit Van Hoyten geschlafen. Venus ist ebenfalls in engem Kontakt mit Dr. Van Meegeren, dem behandelnden Arzt von Alba, der gleiche Vorfahren wie Jan Vermeer zu haben glaubt und dessen Gemälde mit seiner Geliebten Caterina Bolnes nachzustellen sucht. Van Meegeren glaubt in Alba die ideale Hauptfigur seiner Vermeer-Nachstellungen gefunden zu haben. Um ihr Aussehen wieder „symmetrisch“ werden zu lassen, überzeugt er Alba, doch auch ihr zweites Bein zu amputieren.
Die Obsession der Brüder für Verwesung wie auch für Alba steigert sich weiter. In Verhalten und Aussehen beginnen sie sich immer mehr zu gleichen, schließlich schlafen sie auch gemeinsam mit Alba. Sie erzählen Alba, dass sie kurz nach ihrer Geburt getrennte Siamesische Zwillinge sind, das aber auf Anweisung ihrer Mutter nie verraten hätten, um nicht als Außenseiter dazustehen. Alba wird erneut schwanger und bekommt Zwillinge, wer von den beiden Brüdern der Vater ist, bleibt unklar. Sie beendet ihre Affäre mit den Brüdern, die wegen ihres immer mehr den gesellschaftlichen Normen widersprechenden Verhaltens arbeitslos geworden sind. Stattdessen kommt sie mit Felipe Arc-en-Ciel zusammen, der ebenfalls keine Beine mehr hat.
Nachdem die Brüder zuletzt ein Zebra haben verwesen lassen, beschließen sie, dass nun ein Mensch dran sein müsse. Alba opfert sich schließlich für die Brüder, die sich für sonst nichts mehr interessieren können, und lässt sich vergiften. Allerdings verhindert Albas Familie, dass die Brüder ihren Leichnam bei der Verwesung betrachten können. Daher bringen sie sich schließlich selbst um, auf einer idyllischen, abgelegenen Wiese, auf der Alba in ihrer Jugend schöne Stunden verbracht hatte. Der Plan der beiden Brüder scheint perfekt, doch nach ihrem Tod versagt die Technik: ihre Körper ziehen massenhaft Schnecken an, die zu einem Kurzschluss bei den Gerätschaften führen, die eigentlich ihren Verfall dokumentieren sollten.

## Hintergrund
Die im Film gezeigten Filmausschnitte stammen aus Naturdokumentationen von David Attenborough, der auch mit seiner Erzählerstimme zu hören ist.
Brian und Eric Deacon sind im wirklichen Leben ebenfalls Brüder, allerdings ist Brian fünfzehn Monate älter als Eric.

## Kritiken
Michael Althen schrieb 1987 in der SZ, dass sich Greenaway mit diesem Film als „Mathematiker des Kinos“ beweise: „Alles wird berechnet, nichts dem Zufall überlassen. Gesetze legen die Filme fest, Funktionen treiben sie voran und die Wahrscheinlichkeitsrechnung bestimmt ihren Ausgang.“ Sein Film sei eine Art „Kreuzworträtsel für Intellektuelle“, man könne sich aber zugleich auch „an den Bildern berauschen, an den Witzen delektieren oder von den Geschichten fesseln lassen“. Über die Antworten, die die Brüder im Film und die Zuschauer suchen, meinte Althen: „Nur Strukturen und Methoden der Natur haben sie gefunden, Antworten haben sie keine bekommen. Aber wer sagt denn, daß man sie im Kino kriegen kann? Das ist eh nur eine weiße Wand mit schwarzen Streifen. Oder?“
Der Filmdienst war angetan und fand den Film aufgrund seiner „gestalterischen und intellektuellen Dichte diskussionswert“: „In eindrucksvollen Bildmetaphern stellt der Film vielfältige Bezüge zwischen künstlerischen, philosophischen, semiotischen oder naturwissenschaftlichen Interpretationsweisen des Lebens her und durchbricht Seh- und Denkgewohnheiten. Der komplexe, schwer zugängliche, intellektuell und künstlerisch herausfordernde Kosmos stellt hinter teils makabren, teils subjektiven Wort- und Bildspielen die Frage nach dem Wert von Erkenntnis- und Bedeutungstheorien und läßt sich von poststrukturalistischem Pessimismus tragen.“